# Eerlijke betering

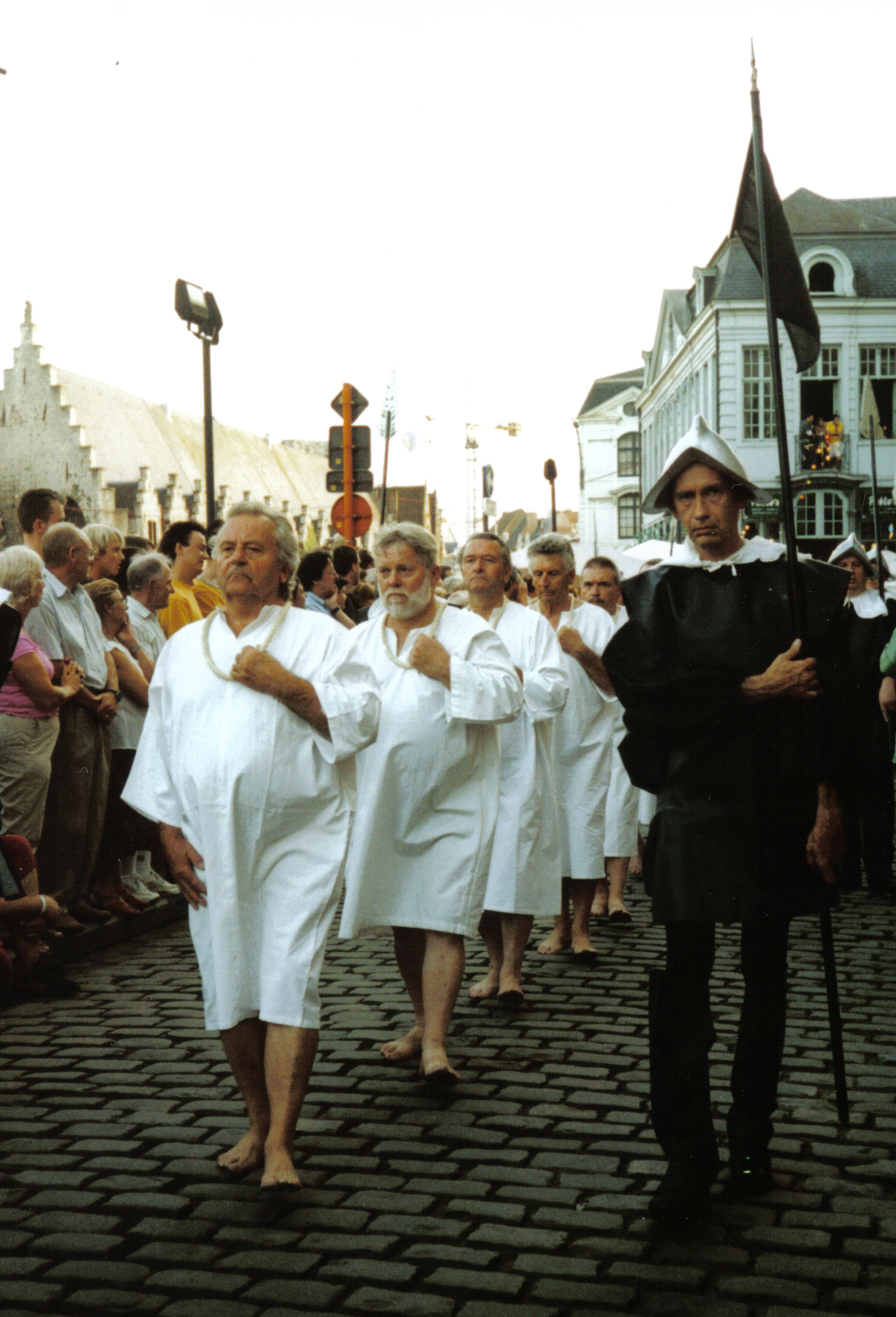
Gentse Stroppendragers herdenken de amende honorable van 1540.

Eerlijke betering (Frans: amende honorable) was een straf uit het ancien régime bedoeld om eerherstel te verschaffen aan het slachtoffer. De dader moest schuld bekennen, om vergiffenis bidden en spijt betuigen, meestal in het openbaar. Berouw en nederigheid dienden tot uiting gebracht in woorden, houding en kleding.
Van oorsprong was de eerlijke betering een religieuze straf uit het canoniek recht, maar ze werd evenzeer gebruikt in het veelal ongeschreven strafrecht en zelfs als civiele sanctie. De zwaarte van de erestraf was moduleerbaar naargelang de graad van openbaarheid. Gewoonlijk werd de veroordeelde in hemd, blootshoofds en barvoets, soms met een strop om de hals en een kaars of toorts in de hand, door de stad geleid. Hij moest luidop spijt betuigen, uitlatingen herroepen en/of beterschap beloven. Ook het deelnemen aan een processie, kerkdienst of bedevaart kon onderdeel van de straf zijn.
Naast de eerlijke betering kende het oude recht ook de profijtelijke betering (amende profitable), een materiële genoegdoening. Vaak gingen beide hand in hand.
In de 17e eeuw begonnen de eerlijke beteringen af te nemen om in de 18e eeuw volledig te verdwijnen.

## Voorbeelden
De Gang naar Canossa in 1076-77 was de publieke boete (poenitentia publica) van keizer Hendrik IV tegenover paus Gregorius VII, die de keizer tijdens de Investituurstrijd in de ban van de kerk had gedaan.
Graaf Robrecht II van Vlaanderen (1065-1111) zou zoiets op kleinere schaal hebben gedaan na zijn agressie tegen de abdij van Corbie.
In 1347 presenteerden een zestal van de belangrijkste burgers van Calais zich blootsvoets, in hemd en een touw om hun nek om vergiffenis te vragen aan koning Edward III, die beledigd was door de weigering van de stad om zich aan hem te onderwerpen na een beleg van 11 maanden. Hun zelfopoffering leidde er toe dat hun levens gespaard werden.
Beroemd is de Concessio Carolina waardoor keizer Karel V de opstandige Gentenaars collectief strafte met amende honorable (1540). Deze sterk geritualiseerde smeekbede was reeds eerder toegepast in de Bourgondische Nederlanden (bv. door Karel de Stoute in 1469).
Robert-François Damiens, in 1757 terechtgesteld voor poging tot koningsmoord, moest vooraf amende honorable doen bij een Parijse kerk.